# Tiger Lake
Tiger Lake è il nome in codice di Intel per i processori Intel Core di undicesima generazione per dispositivi mobili basati sulla nuova microarchitettura Willow Cove Core, prodotta utilizzando la terza generazione del processo produttivo a 10 nm (denominato "10nm SuperFin"). Intel ha annunciato il 5 agosto 2020 che avrebbe lanciato Tiger Lake il 2 settembre 2020 tramite webcast. Tiger Lake sostituisce la famiglia di processori mobili Ice Lake rappresentando la fase di ottimizzazione nel modello di sviluppo PAO.
Tiger Lake include modelli quad-core e dual-core con un TDP configurabile tra 7 W e 28 W. I processori Tiger Lake saranno alla base di alcuni laptop che rientrano nel programma "Project Athena 2.0" che saranno identificati dal logo "Intel EVO powered by Core". Il die quad-core misura 13,6 x 10,7 mm (146,1 mm 2), ovvero è il 19,2% più largo del die quad-core di Ice Lake, che misura 11,4 x 10,7 mm (122,5 mm 2 ) ma integra una GPU con 96EU contro 64EU del predecessore. Secondo Yehuda Nissan e il suo team, l'architettura prende il nome da un lago al di là di Puget Sound, Washington.

## Cambiamenti rispetto ad Ice Lake
- Core CPU Intel Willow Cove
- GPU Intel Xe-LP ("Gen12") con un massimo di 96 unità di esecuzione con alcuni processori ancora da annunciare che utilizzeranno la GPU dedicata di Intel, DG1[1][2][3]
- Decodifica hardware a funzione fissa per HEVC a 12 bit, 4: 2: 2/4: 4: 0; VP9 12 bit 4: 4: 4 e AV1 10 bit 4: 2: 0
- PCI Express 4.0[1][2][3]
- Thunderbolt 4[1][2][3]
- USB4[1][2][3]
- Memoria LPDDR5 su futuri modelli[5]
- Tecnologia Deep Learning Boost (DL Boost) con nuove istruzioni DP4A per l'accelerazione dell'intelligenza artificiale nella GPU Xe[6]
- Una nuova istruzione AVX-512: Vector Pair Intersection to a Pair of Mask Registers (VP2INTERSECT).
- Miniaturizzazione della CPU e della scheda madre in un piccolo circuito stampato delle dimensioni di un SSD M.2
- Supporta un singolo display HDR 8K a 12 bit o 4 display HDR 4K a 10 bit[1][2][3][5]
- Dolby Vision con accelerazione hardware[1][2][3]
- Tecnologia di controllo del flusso di applicazione per prevenire le tecniche di hacking della programmazione orientata al ritorno e della programmazione orientata al salto
- Crittografia completa della memoria (RAM)

## Elenco delle CPU Tiger Lake
IPU: Image Processing Unit, uno speciale coprocessore per migliorare la qualità dell'immagine e del video acquisiti dalla telecamera

### Processori mobile (classe UP3)
| Processore | Modello        | Core (thread) | Freq. Base | Max Turbo freq | Max Turbo freq | GPU          | GPU | GPU      | Smart cache | TDP     | Memoria supportata     | Prezzo |
| Processore | Modello        | Core (thread) | Freq. Base | Single core    | All Core       | Serie        | EU  | Max freq | Smart cache | TDP     | Memoria supportata     | Prezzo |
| ---------- | -------------- | ------------- | ---------- | -------------- | -------------- | ------------ | --- | -------- | ----------- | ------- | ---------------------- | ------ |
| Core i7    | 1185G7         | 4 (8)         | 3.0 GHz    | 4,8 GHz        | 4.3 GHz        | Iris Xe      | 96  | 1.35 GHz | 12 MiB      | 12-28 W | DDR4-3200 LPDDR4X-4266 | N.D.   |
| Core i7    | 1165G7 con IPU | 4 (8)         | 2.8 GHz    | 4,7 GHz        | 4.1 GHz        | Iris Xe      | 96  | 1,30 GHz | 12 MiB      | 12-28 W | DDR4-3200 LPDDR4X-4266 | N.D.   |
| Core i5    | 1135G7 con IPU | 4 (8)         | 2.4 GHz    | 4,2 GHz        | 3.8 GHz        | Iris Xe      | 80  | 1,30 GHz | 8 MiB       | 12-28 W | DDR4-3200 LPDDR4X-4266 | N.D    |
| Core i3    | 1125G4         | 4 (8)         | 2.0 GHz    | 3,7 GHz        | 3.3 GHz        | UHD Graphics | 48  | 1.25 GHz | 8 MiB       | 12-28 W | DDR4-3200 LPDDR4X-3733 | N.D.   |
| Core i3    | 1115G4 con IPU | 2 (4)         | 3.0 GHz    | 4,1 GHz        | 4,1 GHz        | UHD Graphics | 48  | 1.25 GHz | 6 MiB       | 12-28 W | DDR4-3200 LPDDR4X-3733 | N.D.   |

### Processori mobile (classe UP4)
| Processore | Modello    | Core (thread) | Freq. Base | Max Turbo freq | Max Turbo freq | GPU         | GPU | GPU      | Smart cache | TDP     | Memoria supportata | Prezzo |
| Processore | Modello    | Core (thread) | Freq. Base | Single core    | All Core       | Serie       | EU  | Max freq | Smart cache | TDP     | Memoria supportata | Prezzo |
| ---------- | ---------- | ------------- | ---------- | -------------- | -------------- | ----------- | --- | -------- | ----------- | ------- | ------------------ | ------ |
| Core i7    | 1160G7 IPU | 4 (8)         | 1.2 GHz    | 4,4 GHz        | 3.6 GHz        | Iris Xe     | 96  | 1.10 GHz | 12 MiB      | 7-15 W. | LPDDR4X-4266       | N.D.   |
| Core i5    | 1130G7 IPU | 4 (8)         | 1,1 GHz    | 4,0 GHz        | 3,4 GHz        | Iris Xe     | 80  | 1.10 GHz | 8 MiB       | 7-15 W. | LPDDR4X-4266       | N.D.   |
| Core i3    | 1120G4     | 4 (8)         | 1,1 GHz    | 3,5 GHz        | 3,0 GHz        | UHD Grafica | 48  | 1.10 GHz | 8 MiB       | 7-15 W. | LPDDR4X-4266       | N.D.   |
| Core i3    | 1110G4 IPU | 2 (4)         | 1,8 GHz    | 3,9 GHz        | 3,9 GHz        | UHD Grafica | 48  | 1.10 GHz | 6 MiB       | 7-15 W. | LPDDR4X-4266       | N.D.   |